# Schloss Fischbach (Eisenach)

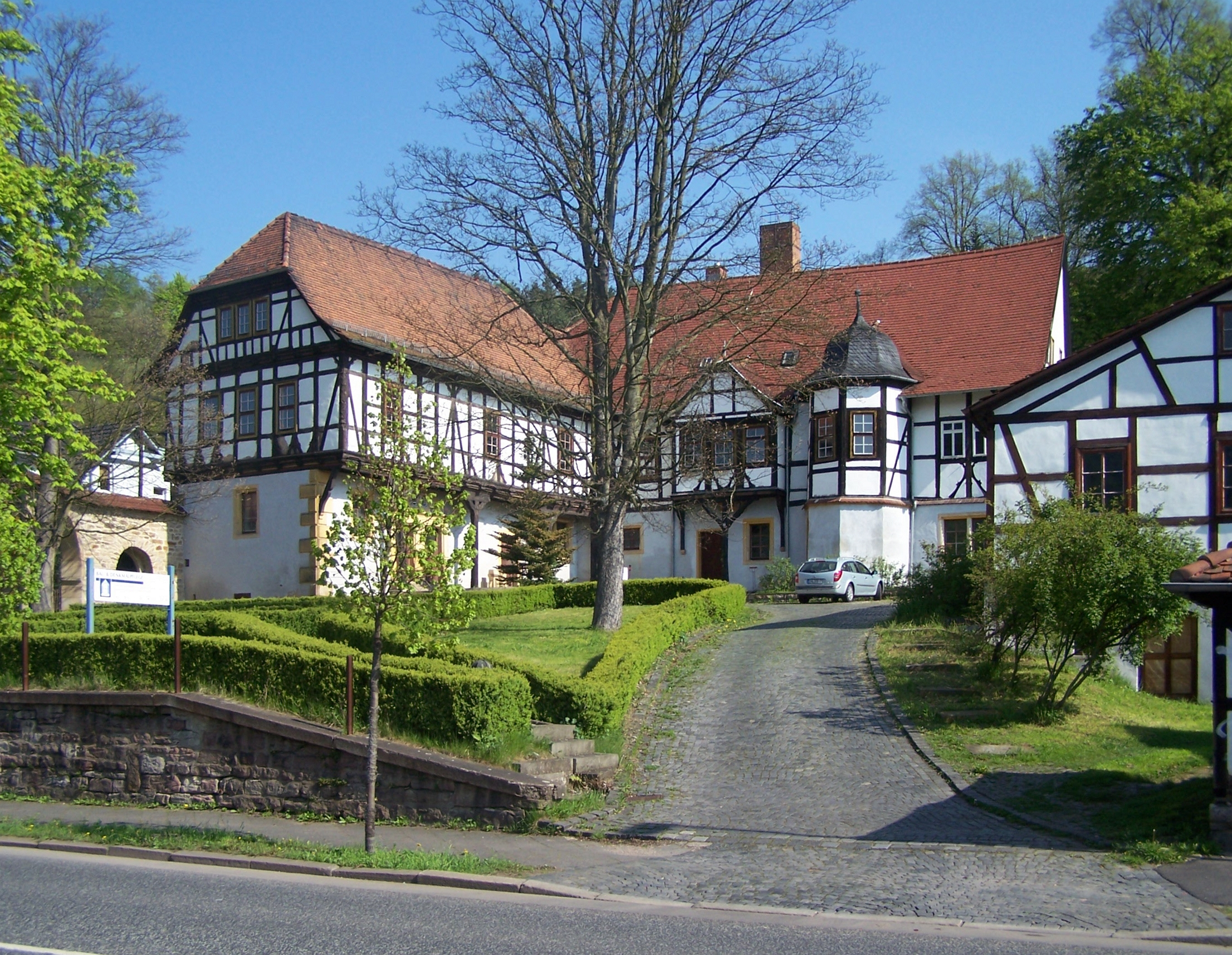
Ansicht von Süden

Das Schloss Fischbach ist ein im Stadtteil Fischbach im Osten von Eisenach gelegenes Fachwerkgebäude. Das unter dem Südhang des Petersberges gelegene Dorf Fischbach, 1269 als Vispach erwähnt, gehörte bis zur Reformation zum Grundbesitz des Eisenacher Nikolaiklosters.

## Geschichte
Über dem Dorf errichtete im Thüringisch-Hessischen Erbfolgekrieg Mitte des 13. Jahrhunderts ein Ritter aus dem benachbarten Dorf Stockhausen mit der Malittenburg eine noch heute deutlich erkennbare, durch Gräben und Wälle gesicherte hölzerne Spornburg. Am Anfang des zur Malittenburg hinaufführenden Hohlweges entstand ein Anwesen, wohl der Fronhof des Klosters.
1613 verkauften die Brüder Schellhase den Hof an den Eisenacher Bürger Georg Kley. Noch während der Übereignung trat der in Marksuhl residierende Herzog Johann Ernst in den Kauf ein, übernahm das Gut und schenkte es 1614 seiner Frau Christine, einer Tochter des Landgrafen von Hessen-Kassel. Der Hersfelder Baumeister Hans Weber – ein Meister der Spätrenaissance – wurde beauftragt, das Gut repräsentativ um- und auszubauen. Bedeutende Teile der vorhandenen Bausubstanz gehören dieser Zeit an. Auf das steinerne Erdgeschoss setzte Weber ein reich geschmücktes Fachwerkgeschoss. An das Hauptgebäude im Süden fügte er einen Treppenturm und einen Seitenflügel an. An der Hofseite des Schlosses ist in mehrere Balkenköpfe die Jahreszahl „1624“ eingeschnitten worden. Die Portale der Hauptzugänge wurden mit Wappen geschmückt. Verdeckt vom Haupthaus befanden sich hinter dem Schloss einige Remisen und Wirtschaftsgebäude.
Die Erben der Herzogin Christine veräußerten das Fischbacher Schloss vor 1684 an den Eisenacher Bürger Heinrich Gebhard. Aus dieser Familie ging es, wiederum durch Kauf, an die Herzogin Christine Juliane über, gelangte aber bereits 1704 wieder an die Familie Gebhard zurück. 1719 waren diese abermals zum Verkauf und der damit verbundenen Zerstückelung des Gutes gezwungen, der größte Teil ging dabei in den Besitz der Stadtgemeinde über.
Das Schloss muss bereits im 18. Jahrhundert ein Gasthof geworden sein. Nach der Beschreibung von Johann Wilhelm Storch hatte der geräumige Gasthof mehrere Besuchszimmer, einen Tanzsaal, eine überdachte Kegelbahn und einen Garten mit schattigen Lauben. „Der Lustwandelnde findet hier einen humanen freundlichen Wirth, der seine Gäste mit der größten Artigkeit empfängt und eben so entlässt. Der Besucher genießt einen guten Kaffee, eben solches Bier, die reichlich und um den billigsten Preis gereicht werden. Sonntags nach dem Gottesdienste ist der Gasthof ein Tummelplatz der jungen Welt aus Eisenach, die scharenweis dahin zieht und sich mit Tanzen belustigt.“ Um 1910, im Besitz eines Otto Liebetrau, wurden Gebäude und Wirtshaus erneut umgebaut, hierbei verschwanden wohl auch die hohe steinerne Schutzmauer und das Portal.
Nach 1980 übernahm die Eisenacher Filiale des staatlichen Instituts für Denkmalpflege den stark sanierungsbedürftigen Bau und richtete hier ihre Verwaltungsbüros, Archiv, Schulungsräume und Werkstätten ein. Der gesamte Gebäudekomplex wurde generalsaniert, ein eingelagerter Torbogen wurde am Malittenburgweg aufgebaut und deutet so die einstige Wehrmauer an. Im Hofgelände entstand ein kleiner Park. Der Gebäudekomplex wurde teilweise der Öffentlichkeit zur Verfügung gestellt, hier fanden Ausstellungen, Konzerte und Theateraufführungen statt. Nach der Wende 1989 wurde das Anwesen privatisiert.